# 高建国
高建国（1954年10月—），山东省青岛市黄岛区人，中国人民解放军中将。中国共产党第十八届中央委员会候补委员。

## 生平
中国共产党党员，1999年毕业于中国人民解放军国防大学，军事学博士学位。1972年参军，曾任宣传干事、军区报社记者、军区党委秘书、军区宣传部宣传处长、军区组织部副部长等职。
2000年任第五十四集团军一六二师政委，2003年任第二十集团军政治部主任，2006年任第二十集团军副政委，2006年任第二十集团军政委，2008年任第五十四集团军政委，2010年任沈阳军区政治部主任，2013年12月任沈阳军区副政委。2016年1月，出任济南军区善后工作办公室政委、党委书记。
2004年7月晋升为中国人民解放军少将军衔。2011年晋升为中国人民解放军中将军衔。

## 著作
1976年开始发表作品。1993年加入中国作家协会以及中国报告文学协会。主要作品有：
- 《当代中国军人婚姻透视》
- 《地球第一雕塑》
- 《东方写真录》
- 《本世纪无大战》（中篇报告文学，获1988年“中国潮”征文二等奖）
- 《二十一世纪中国军事人才发展战略构想》（博士学位论文，被评为2001年全国优秀博士论文）
- 《改革开放与当代中国军人形象塑造》（论文，被分别评为全国和全军纪念党的十一届三中全会召开30周年优秀论文）[1]